# جفت یک عقاب
جفتِ یک عقاب (انگلیسی: The Eagle's Mate) یک فیلم صامت آمریکایی است که در سال ۱۹۱۴ منتشر شد. از بازیگران آن می‌توان به مری پیکفورد اشاره کرد. فیلم جفت یک عقاب از روی رمانی به همین نام ساخته شده است.